# Paolo Ricca (teologo)
Paolo Ricca (Torre Pellice, 19 gennaio 1936 – Roma, 14 agosto 2024) è stato un teologo e pastore protestante italiano. Insegnò dal 1976 al 2002 Storia della Chiesa alla Facoltà valdese di teologia.

## Biografia

### Formazione
Dopo la maturità classica a Firenze nel 1954, studiò Teologia presso la Facoltà Valdese di teologia, a Roma (1954-1958), negli Stati Uniti (1958-1959) e a Basilea (1959-1961). Conseguì il dottorato in teologia a Basilea con una tesi diretta da Oscar Cullmann sulla Escatologia del IV Evangelo.

### Attività pastorale
Fu consacrato pastore della Chiesa valdese nel 1962. Esercitò il ministero pastorale nella Chiesa valdese di Forano (1962-1966) e di Torino (1966-1976). Per conto dell'Alleanza riformata mondiale seguì il Concilio Vaticano II come giornalista accreditato, redigendone un commento teologico diffuso in diverse lingue.

### Attività accademica
Dal 1976 al 2002 insegnò Storia della Chiesa e, per alcuni anni, Teologia Pratica presso la Facoltà Valdese di Teologia di Roma.
Fu professore ospite presso il Pontificio Ateneo Sant'Anselmo di Roma. Fu per 15 anni membro della Commissione Fede e Costituzione del Consiglio ecumenico delle Chiese con sede a Ginevra. Lavorò in diversi organismi ecumenici.
In Italia collaborò regolarmente al lavoro del Segretariato Attività Ecumeniche (SAE). Fu per due mandati presidente della Società Biblica in Italia. Nel febbraio del 1999 ricevette un dottorato honoris causa in teologia dall'Università di Heidelberg e nel 2008 il «Predigtpreis - Kategorie Lebenswerk» del Verlag für die Deutsche Wirtschaft AG.
Diresse, per la casa editrice Claudiana di Torino, la collana «Lutero. Opere scelte». Pubblicò articoli per il settimanale Riforma - L'Eco delle Valli Valdesi.

## Pubblicazioni
- Il Cattolicesimo del Concilio, «Quaderni della Gioventù Evangelica Italiana», distr. Claudiana, Torino 1966.
- Die Eschatologie des vierten Evangeliums, Gotthelf-Verlag, Zurigo 1966
- La morte di Dio. Una nuova teologia?, Claudiana, Torino 1967.
- Il cattolicesimo del dissenso. Una valutazione protestante, Claudiana, Torino 1969.
- Sì o no all'ingresso della Chiesa di Roma nel Consiglio ecumenico?, Claudiana, Torino 1971.
- L'identità protestante, Claudiana, Torino 1973.
- Gli evangelici e Maria (con Giorgio Tourn), Claudiana, Torino 1982.
- Alle radici della fede, Claudiana, Torino 1987.
- Le chiese evangeliche e la pace, Edizioni Cultura della Pace (oggi Giunti), Firenze 1989.
- Storia della Riforma, in: Storia delle Religioni, Laterza, Roma-Bari 1995.
- Storia del protestantesimo moderno, in: Storia del cristianesimo, vol. IV, Laterza, Roma-Bari, 1997.
- Le 95 Tesi di Lutero e la cristianità del nostro tempo (con Giorgio Tourn), Claudiana, Torino 1998.
- Le dieci parole di Dio, Morcelliana, Brescia 1998.
- Acteurs de la Parole, Les Bergers et Les Mages, Paris 1999.
- Il pane e il Regno. Commento al Padre nostro, Morcelliana, Brescia 2001.
- L'Evangelo di Giovanni, Morcelliana, Brescia 2005.
- Il cristiano davanti alla morte, Claudiana, Torino 2005.
- Grazia senza confini, Claudiana, Torino 2006.
- Paolo Ricca risponde, Claudiana, Torino 2007.
- Un giorno una parola, Claudiana, Torino 2007.
- Davanti a Dio. Leggendo il libro dei Salmi, Claudiana, Torino 2008.
- Giovanni Calvino. L'altra riforma, Morcelliana, Brescia 2009.
- Come in cielo, così in terra. Itinerari biblici, Claudiana, Torino 2009.
- Le ragioni della fede, Claudiana, Torino 2010.
- Lutero, mendicante di Dio, Morcelliana, Brescia 2010.
- (con Eva Cantarella), I comandamenti. Non commettere adulterio, Bologna, il Mulino, 2010 ISBN 9788815139702
- La fede cristiana evangelica. Un commento al Catechismo di Heidelberg, Claudiana, Torino 2011.
- L'ultima cena, anzi la Prima. La volontà tradita di Gesù, Claudiana, Torino, 2013.
- Dal battesimo allo "sbattezzo": la storia tormentata del battesimo cristiano, ed. Claudiana, Torino, 2015
- Dell'aldilà e dell'aldilà. Che cosa accade quando si muore?, Claudiana, Torino, 2018.
- Ego te absolvo. Colpa e perdono nella Chiesa di ieri e di oggi, Claudiana, Torino, 2019.
- Happening dello Spirito, Cose nuove e cose antiche sul culto cristiano, Claudiana, Torino, 2020.
- Domande di vita, Claudiana, Torino, 2020.
- Sermoni, EDB, Bologna, 2020.
- Dio. Un'apologia, Claudiana, Torino 2022.
- Amore Bacio Fuoco. Le parole di Gesù, Magister, Matera 2023.
- Secondo Marco. Commento al più antico vangelo cristiano, Claudiana, Torino 2023.
- L'Evangelo della Creazione, Lindau, Torino 2023.